# جوناتان فييرا
جوناتان فييرا راموس (بالإسبانية: Jonathan Viera)‏ (من مواليد 21 أكتوبر 1989) لاعب كرة قدم إسباني يلعب لنادي لاس بالماس في مركز جناح أيمن أو لاعب خط الوسط المهاجم.

## روابط خارجية
- جوناتان فييرا على موقع الاتحاد الأوربي (الإنجليزية)
- جوناتان فييرا على موقع قاعدة بيانات كرة القدم.إي يو (الإنجليزية)
- جوناتان فييرا على موقع ناشيونال فوتبول تيمز (الإنجليزية)
- جوناتان فييرا على موقع Soccerbase.com (لاعب) (الإنجليزية)
- جوناتان فييرا على موقع Soccerway.com (الإنجليزية)
- جوناتان فييرا على موقع AS.com (الإسبانية)